# Ратвилли
Ратвилли (англ. Rathvilly; ирл. Ráth Bhile, «форт священного дерева») — деревня в Ирландии, находится в графстве Карлоу (провинция Ленстер). Выигрывала Irish Tidy Towns Competition в 1961, 1963, и 1968 годах.
Местная железнодорожная станция открыта 1 июня 1886 года, закрыта для пассажиропотока 27 января 1947 года и окончательно закрыта 1 апреля 1959 года.

## Демография
Население — 796 человек (по переписи 2006 года). В 2002 году население составляло 500 человек.
Данные переписи 2006 года:
| Общие демографические показатели |               |                               |                               |      |      |
| Всё население                    | Всё население | Изменения населения 2002—2006 | Изменения населения 2002—2006 | 2006 | 2006 |
| 2002                             | 2006          | чел.                          | %                             | муж. | жен. |
| 500                              | 796           | 296                           | 59,2                          | 387  | 409  |